# Un botí de 500.000 dòlars
Un botí de 500.000 dòlars (títol original en anglès: Thunderbolt and Lightfoot) és una pel·lícula d'acció estatunidenca de 1974 dirigida per Michael Cimino i protagonitzada per Clint Eastwood i Jeff Bridges. Ha estat doblada al català.

## Argument
L'atracador de bancs John Thunderbolt (Clint Eastwood) fa amistat amb Lightfoot, (interpretat per Jeff Bridges), un jove aventurer, que li salva la vida involuntàriament. Junts, decideixen recuperar un botí de mig milió de dòlars que un còmplice de Thunderbolt havia amagat en una vella escola. Però aquesta ha estat destruïda... Thunderbolt i Lightfoot, als quals s'incorporen els antics còmplices del primer, posen doncs en el punt de mira l'atracament d'un altre banc. Es descobreix en aquesta ocasió per què Thunderbolt (tro) és anomenat així: utilitza un canó de 20 mil·límetres dels excedents de l'exèrcit per enderrocar la porta blindada de les caixes fortes.

## Repartiment
- Clint Eastwood: John Thunderbolt Doherty
- Jeff Bridges: Lightfoot
- George Kennedy: Red Leary
- Catherine Bach: Melody
- Gary Busey: Curly
- Geoffrey Lewis: Eddie Goody

## Nominacions[calcitació]
1974: Oscar al millor actor secundari (Jeff Bridges)

## Banda original[calcitació]
La B.O. de la pel·lícula és composta per Dee Barton però la cançó del títol «Where Do I Go From Here?» és interpretada i composta per Paul Williams.